# سنگوموخ
سنگوموخ (به لاتین: Sangumukh) یک منطقهٔ مسکونی در بنگلادش است که در ناحیه بندربان واقع شده‌است.